# Pseudarchaster macdougalli
Pseudarchaster macdougalli är en sjöstjärneart som beskrevs av McKnight 1973. Pseudarchaster macdougalli ingår i släktet Pseudarchaster och familjen Pseudarchasteridae.
Artens utbredningsområde är havet kring Nya Zeeland. Inga underarter finns listade i Catalogue of Life.